# Григгс, Стэнли Дейвид
Стэ́нли Де́йвид Григгс (англ. Stanley David Griggs; 7 сентября 1939, Портленд — 17 июня 1989, Эрл, Арканзас) — астронавт НАСА. Совершил один космический полёт в качестве специалиста полёта на шаттле STS-51D (1985, «Дискавери»), совершил один выход в открытый космос, контр-адмирал.

## Рождение и образование

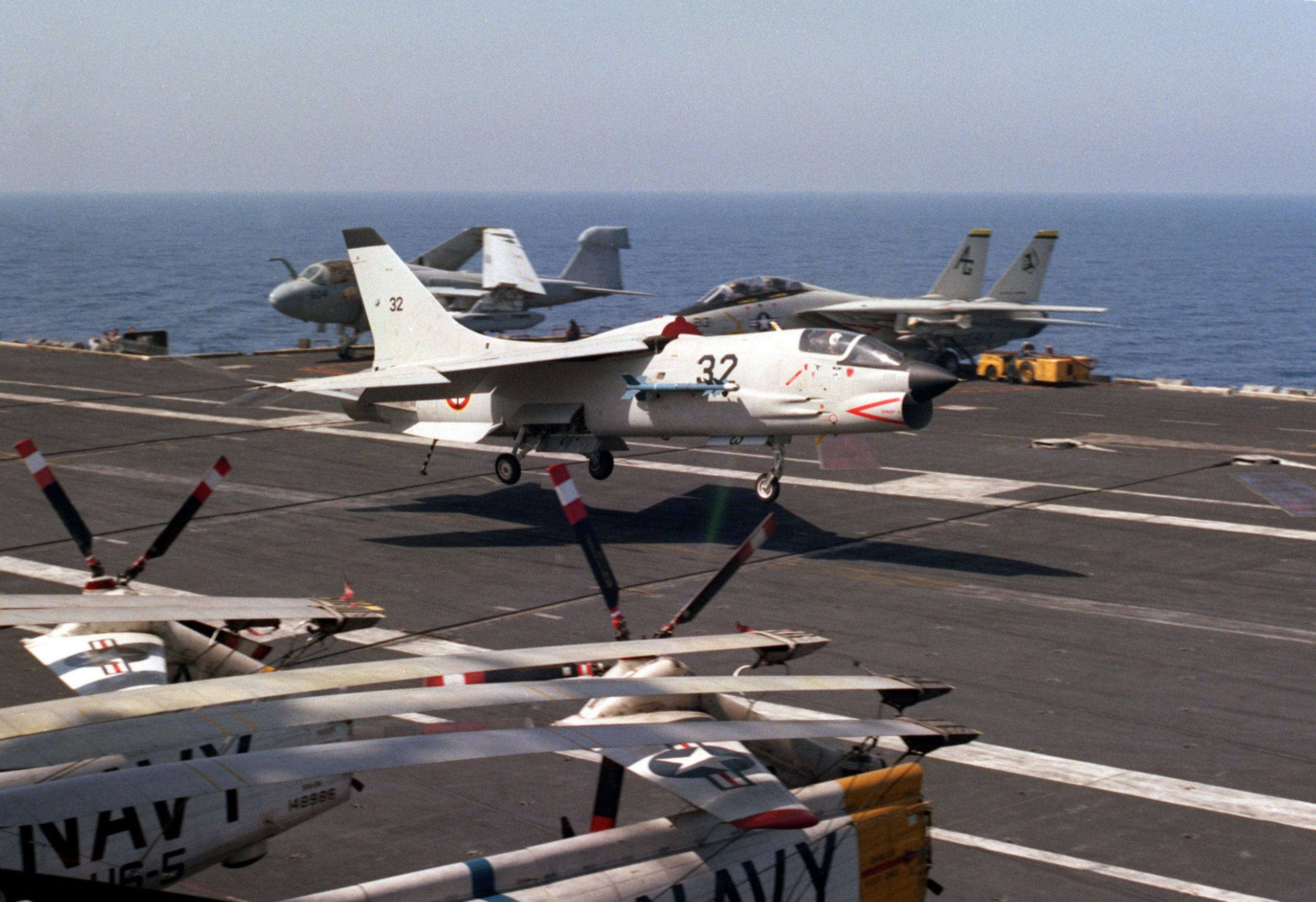
F-8 приземляется на палубу.

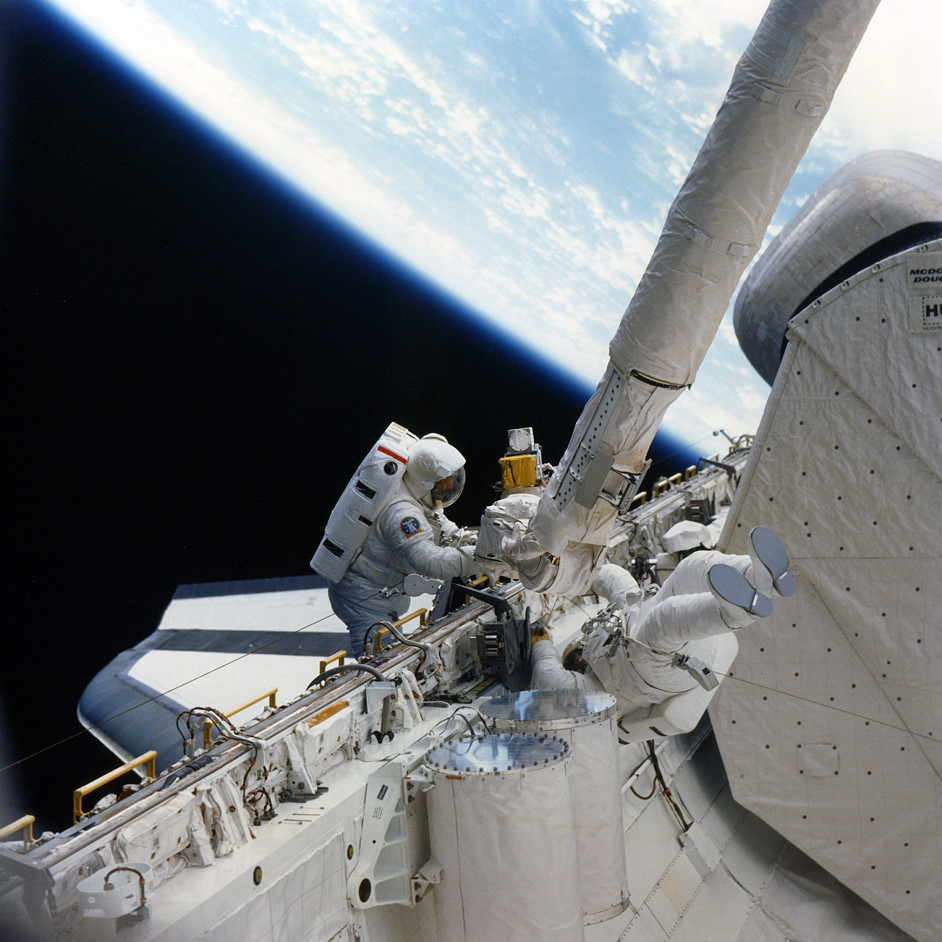
Григс (слева) и Хоффман — работа с манипулятором.

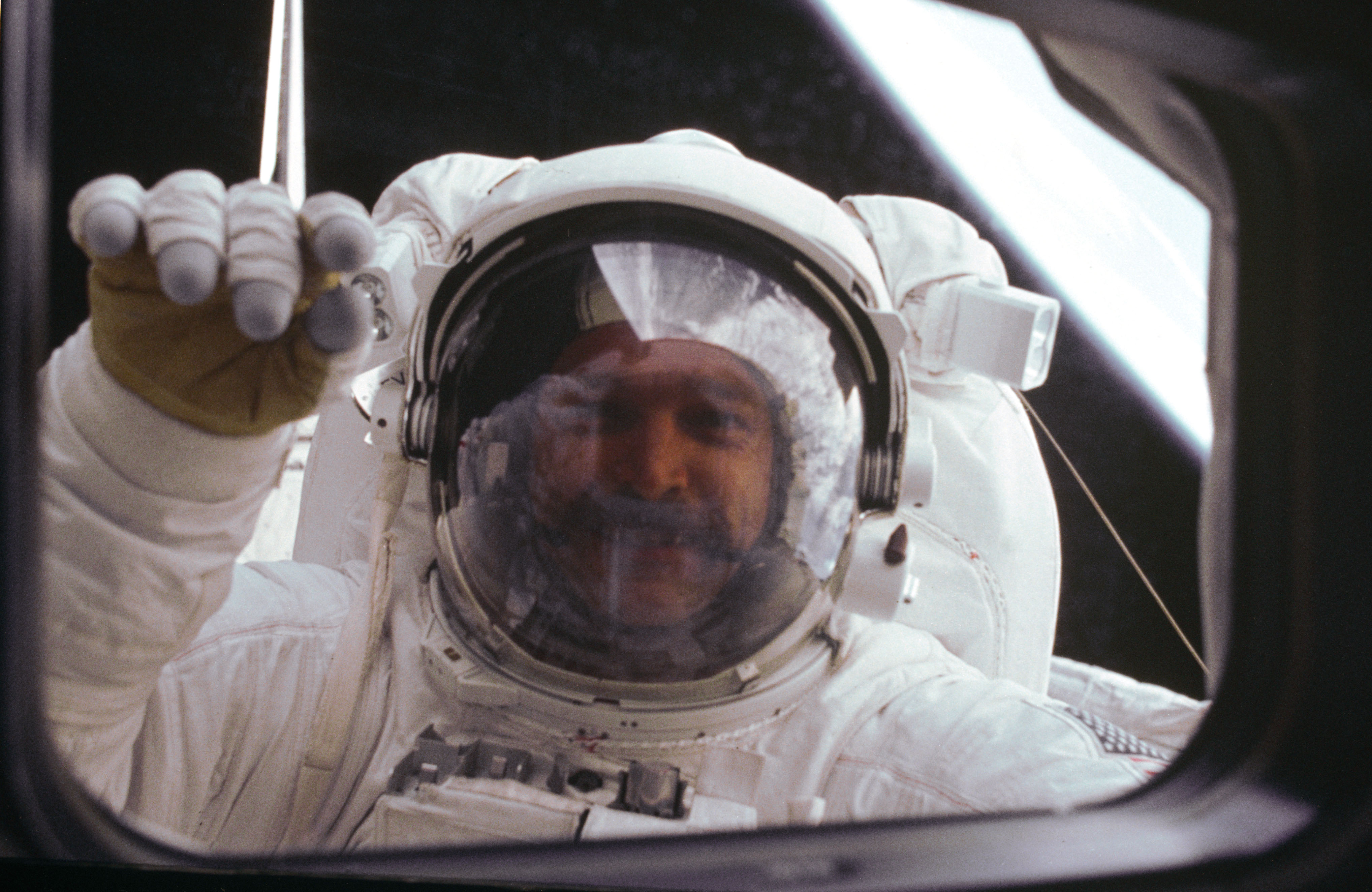
Григс заглядывает в иллюминатор.

Родился 7 сентября 1939 года в городе Портленд (Орегон), штат Орегон, там же в 1957 году окончил среднюю школу имени Линкольна. В 1962 году окончил Военно-морскую академию США и получил степень бакалавра наук. В 1970 году в Университете имени Джорджа Вашингтона получил степень магистра наук в области администрирования.

## До полётов
Поступил на службу в ВМС в 1962 году и вскоре был направлен на летную подготовку, которую завершил в 1964 году, став военно-морским лётчиком. Получил назначение в 72-ю ударную эскадрилью, где летал на A-4. Участвовал в походе в Средиземное море и двух походах к берегам Юго-восточной Азии на борту авианосцев «Индепенденс» и «Франклин Д. Рузвельт». В 1967 году поступил в Школу лётчиков-испытателей ВМС США на авиабазе Патаксент-Ривер в Мэриленде. По её окончании был направлен испытателем в Отделение оценки лётных и технических характеристик Отдела лётных испытаний. В 1970 году оставил активную службу и перешёл в запас авиации ВМС. В качестве резервиста был приписан к различным штурмовым и истребительным эскадрильям ВМС США на авиабазах около города Новый Орлеан в штате Луизиана и «Мирамар» в Сан-Диего, Калифорния. Летал на A-4, A-7, и F-8. Был командиром 2082-й штурмовой эскадрильи, старшим помощником командира авианосного крыла 0282. Был консультантом по космическим вопросам в Научно-исследовательской лаборатории ВМС. С 1970 года работал лётчиком-испытателем в Космическом центре имени Джонсона. В 1974 году был назначен ведущим лётчиком-испытателем учебно-тренировочного самолёта-аналога шаттла, участвовал в проектировании и испытаниях этого самолёта. Общий налёт составлял более 9 500 часов на 45 типах ЛА, из них не менее 7 800 часов на реактивных самолётах. Выполнил более 300 посадок на палубу авианосцев. В январе 1976 года был назначен начальником Отдела эксплуатации самолёта-аналога шаттла. На этом посту оставался до зачисления в отряд астронавтов. Служил в Космическом командовании ВМС США. Воинские звания: контр-адмирал ВМС (в отставке).

## Космическая подготовка
16 января 1978 года зачислен в отряд астронавтов НАСА во время 8-го набора. Прошёл Курс Общекосмической подготовки (ОКП) и в августе 1979 года был зачислен в Отдел астронавтов в качестве пилота шаттла. Участвовал в разработке и тестировании коллиматорного индикатора системы сближения и посадки, разработки устройства для автономного перемещения астронавта (Manned Maneuvering Unit — MMU). В сентябре 1983 года был назначен специалистом полёта в экипаж STS-51D.

## Космический полёт
- Первый полёт — STS-51D[3], шаттл «Дискавери». C 12 по 19 апреля 1985 года в качестве специалиста по программе полёта. Во время полёта выполнил один выход в открытый космос: 16.04.1985 — продолжительностью 3 часа 10 минут. Продолжительность полёта составила 6 суток 23 часа 56 минут[4].

Был включён в экипаж шаттла Атлантис STS-61K в качестве пилота. Полёт был запланирован на октябрь 1986 года, но отменён из-за катастрофы шаттла Челленджер. После возобновления полётов шаттлов был включён в экипаж STS-33 в качестве пилота. Полёт был запланирован на август 1989 года, но в июне 1989 Стэнли Григгс погиб.
Общая продолжительность полётов в космос — 6 суток 23 часа 56 минут.

## После полётов
Погиб 17 июня 1989 года во время катастрофы самолёта Т-6 времен Второй мировой войны возле города Эрл в штате Арканзас. Похоронен на Арлингтонском национальном кладбище, штат Виргиния.

## Награды и премии
Награждён: Медаль Министерства обороны «За выдающуюся службу» (США), Крест лётных заслуг (США), Медаль похвальной службы (США), Воздушная медаль (США) со Звездой II степени и со Звездой IV степени, Медаль за службу национальной обороне (США), Крест «За храбрость» (Южный Вьетнам), Медаль вьетнамской кампании, Медаль «За космический полёт» (1985).

## Семья
Был женат на Кэрен Френсис Криб, дети — две дочери: Элисон Мэри (род. 21.08.1971), Кэрри Энн (род. 14.05.1974). Увлекался: полётами, ремонтом автомобилей, зимними лыжами и бегом.